# Naturpark Hoher Fläming
Naturpark Hoher Fläming er en 827 km² stor naturpark beliggende i den tyske delstat Brandenburg. Naturparken er Brandenburgs tredjestørste naturpark. Højdedraget Fläming blev den 28. november 1997 i følge en bekendtgørelse fra det tyske miljøministerium erklæret som et fredet naturreservat. 
Naturparken ligger i Landkreis Potsdam-Mittelmark i det sydvestlige Brandenburg og grænser op til den i 2005 erklærede Naturpark Fläming i Sachsen-Anhalt. De vigtigste byer i naturparken er Belzig og Wiesenburg/Mark. 
Parken ligger ved motorvejudkørslen Ausfahrt Ziesar (76) eller Wollin (77) motorvej A 2 Berlin-Hannover og vest for motorvej A 9 Berlin-Leipzig. Endvidere fører jernbanelinjen Berlin-Belzig-Dessau, hovedvejene Bundesstraße 102, Bundesstraße 107 og Bundesstraße 246. Nord for parken løber Bundesstraße 1 og mod øst Bundesstraße 2 til naturparken.

## Natur
Den sydlige del er et bakket og skovrigt landskab, og den nordlige del et fladt landbrugslandskab uden skove. Den mere end 140.000 år gamle højderyg hører til morænerne fra Saaleistiden. Mens den nordlige del af Brandenburg i den yngre istid (10.000 til 115.000 før vor tid) var dækket af is, var Hohe Fläming isfri. Typisk er det vekslende landskab med skov og mark. Af og til kan man møde den oprindelige bøgeskov. Der er næsten ingen søer, men mange små vandløb, der regnes for at være de reneste i Brandenburg. 
Parken har mange dyrearter: dådyr, kronhjort, mårhund og europæisk mufflonfår. Af særlige bevaringsværdige arter i naturparken er der sort stork, brunflagermus, og mellemflagspætten, naturparkens kendemærke. 
I vandløbene er der forekomster af bækørred, vandstær, bæklampret og flodkrebs. I landskabets enge i nærheden af Belzig Belziger Landschaftswiesen er der forekomster af den sjældne fugl stortrappe og maj-gøgeurt.
- Mellemflagspætte
- Brautrummel ved Grubo
- Skov ved landsbyen Lütte
- Baitzer Bach i Belziger Landschaftswiesen ved landsbyen Baitz